# Ас-Сунаян, Юсуф
Юсу́ф а́с-Суная́н (араб. يوسف الثنيان‎; 18 ноября 1963, Эр-Рияд) — саудовский футболист, полузащитник. Всю карьеру провёл в клубе «Аль-Хиляль» из Эр-Рияда. Выступал за сборную Саудовской Аравии. Участник чемпионата мира 1998 года.

## Карьера

### Клубная
Воспитанник футбольной школы клуба «Аль-Хиляль» из Эр-Рияда, в котором начал и профессиональную карьеру в 1983 году, и за который выступал вплоть до завершения карьеры игрока в 2001 году, став за это время вместе с командой 6 раз чемпионом Саудовской Аравии, 5 раз обладателем Кубка Саудовской федерации футбола, по 2 раза победителем Кубка короля Саудовской Аравии, Кубка наследного принца Саудовской Аравии, Лиги чемпионов АФК, Суперкубка Азии, Арабского кубка чемпионов и Клубного кубка чемпионов Персидского залива, по 1-му разу обладателем Кубка обладателей кубков Азии, Арабского кубка обладателей кубков, Арабского суперкубка и Саудовско-Египетского суперкубка.

### В сборной
В составе главной национальной сборной Саудовской Аравии выступал с 1986 по 1998 год, сыграв за это время 94 матча и забив 26 мячей в ворота соперников. Участник чемпионата мира 1998 года, на котором появился на поле в 2-х матчах команды и забил 1 гол с пенальти в матче против сборной ЮАР. Вместе с командой, дважды становился обладателем Кубка Азии и 1 раз его финалистом в 1992 году, в 1994 году обладателем Кубка наций Персидского залива (в 1998 году стал его финалистом), а в 1998 году обладателем Кубка арабских наций (в 1992 году был его финалистом).

## Достижения

### Командные
Обладатель Кубка Азии: (2)
- 1988, 1996

Финалист Кубка Азии: (1)
- 1992

Обладатель Кубка арабских наций: (1)
- 1998

Финалист Кубка арабских наций: (1)
- 1992

Обладатель Кубка наций Персидского залива: (1)
- 1994

Финалист Кубка наций Персидского залива: (1)
- 1998

Чемпион Саудовской Аравии: (6)
- 1984/85, 1985/86, 1987/88, 1989/90, 1995/96, 1997/98

Обладатель Кубка короля Саудовской Аравии: (2)
- 1983/84, 1988/89

Обладатель Кубка наследного принца Саудовской Аравии: (2)
- 1994/95, 1999/00

Обладатель Кубка Саудовской федерации футбола: (5)
- 1986/87, 1989/90, 1992/93, 1995/96, 1999/00

Победитель Лиги чемпионов АФК: (2)
- 1992, 2000

Обладатель Кубка обладателей кубков Азии: (1)
- 1997

Обладатель Суперкубка Азии: (2)
- 1997, 2000

Обладатель Арабского кубка чемпионов: (2)
- 1994, 1995

Обладатель Арабского кубка обладателей кубков: (1)
- 2000/01

Обладатель Арабского суперкубка: (1)
- 2001

Обладатель Саудовско-Египетского суперкубка: (1)
- 2001

Обладатель Клубного кубка чемпионов Персидского залива: (2)
- 1986, 1998